# Modèle réduit
En modélisme, un modèle réduit est la représentation fonctionnelle à une échelle inférieure au modèle grandeur d’une voiture, d’un train, d’un navire, d’un aéronef, d’une machine. Si nécessaire, la motorisation peut être assurée par un moteur à élastique, un moteur électrique, un moteur à explosion, un moteur à air comprimé, un moteur à vapeur, un réacteur, etc.
Certains types de modèles réduits sont pilotés à distance par le biais d’une radiocommande ou à l’aide d’un régulateur comme en modélisme ferroviaire ou en slot racing.

## Historique

### Le modèle en petit deColbert

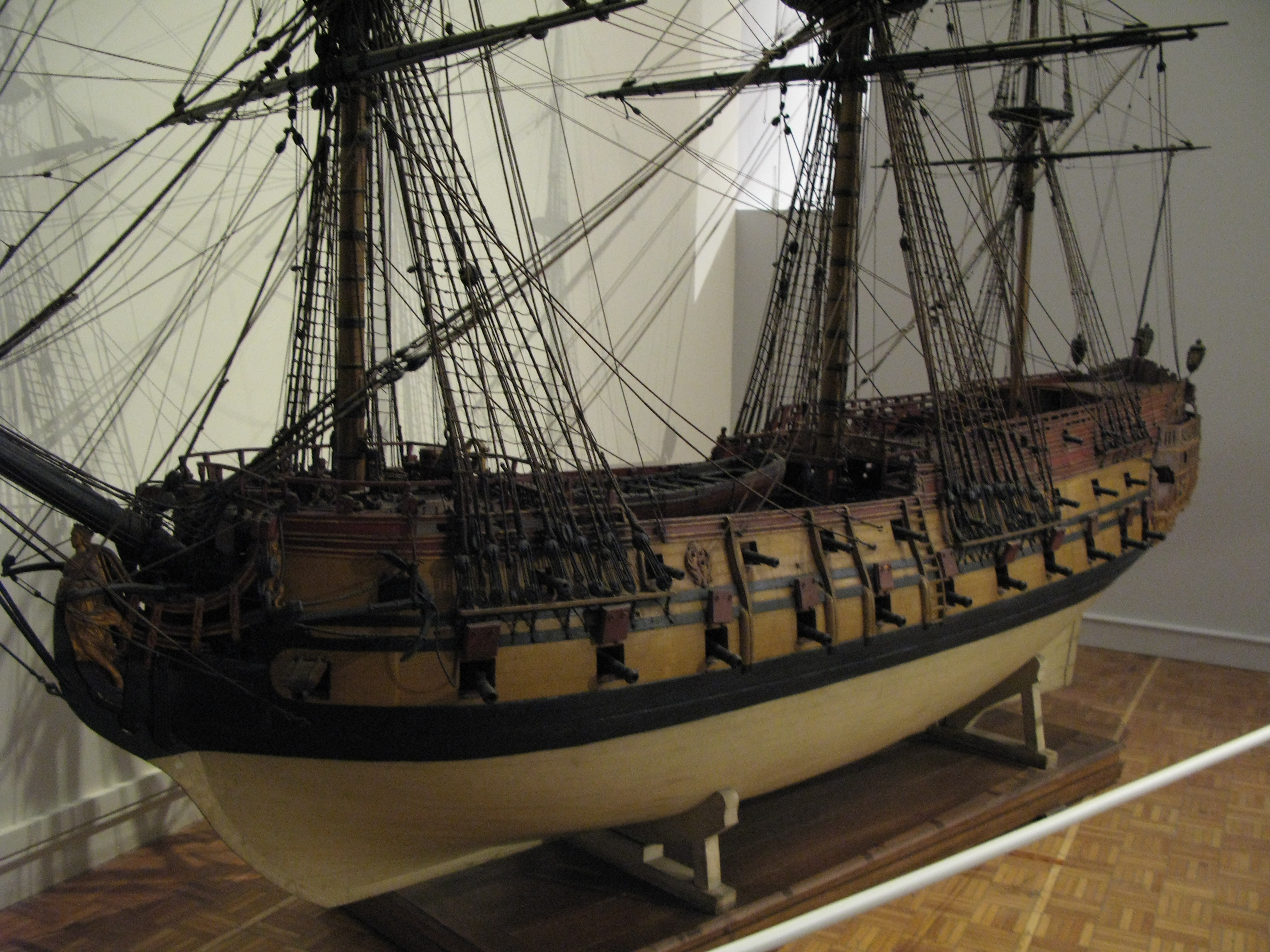
Louis le Grand, frégate-vaisseau, vers 1700, échelle 1/12 (Longueur de la quille : 312 cm), Musée Naval de Rochefort

Au XVIIe siècle, le modèle réduit désigne par exemple les vaisseaux de marine exécutés à une échelle précise qui serviront de référentiel à la construction des vaisseaux grandeurs, sorte d’étalon sur lequel on se penchera afin d’y relever un détail dans la construction ou une dimension. (cf. Modélisme d'arsenal)
31 octobre 1678, instruction de Colbert aux intendants des arsenaux :

« L’intention du roi est qu’il soit fait en chacun arsenal des modèles en petit d’un vaisseau de chacun des cinq rangs dans lesquels les mesures seront réduites au 1/12e ou au 1/20e dans toutes leurs proportions et mesures et il faudra que ces modèles soient faits avec autant d’exactitude et de justesse qu’ils servent perpétuellement pour les mesures et proportions à tous les vaisseaux qui seront construits dans l’avenir. »

### Le modèle de petite dimension

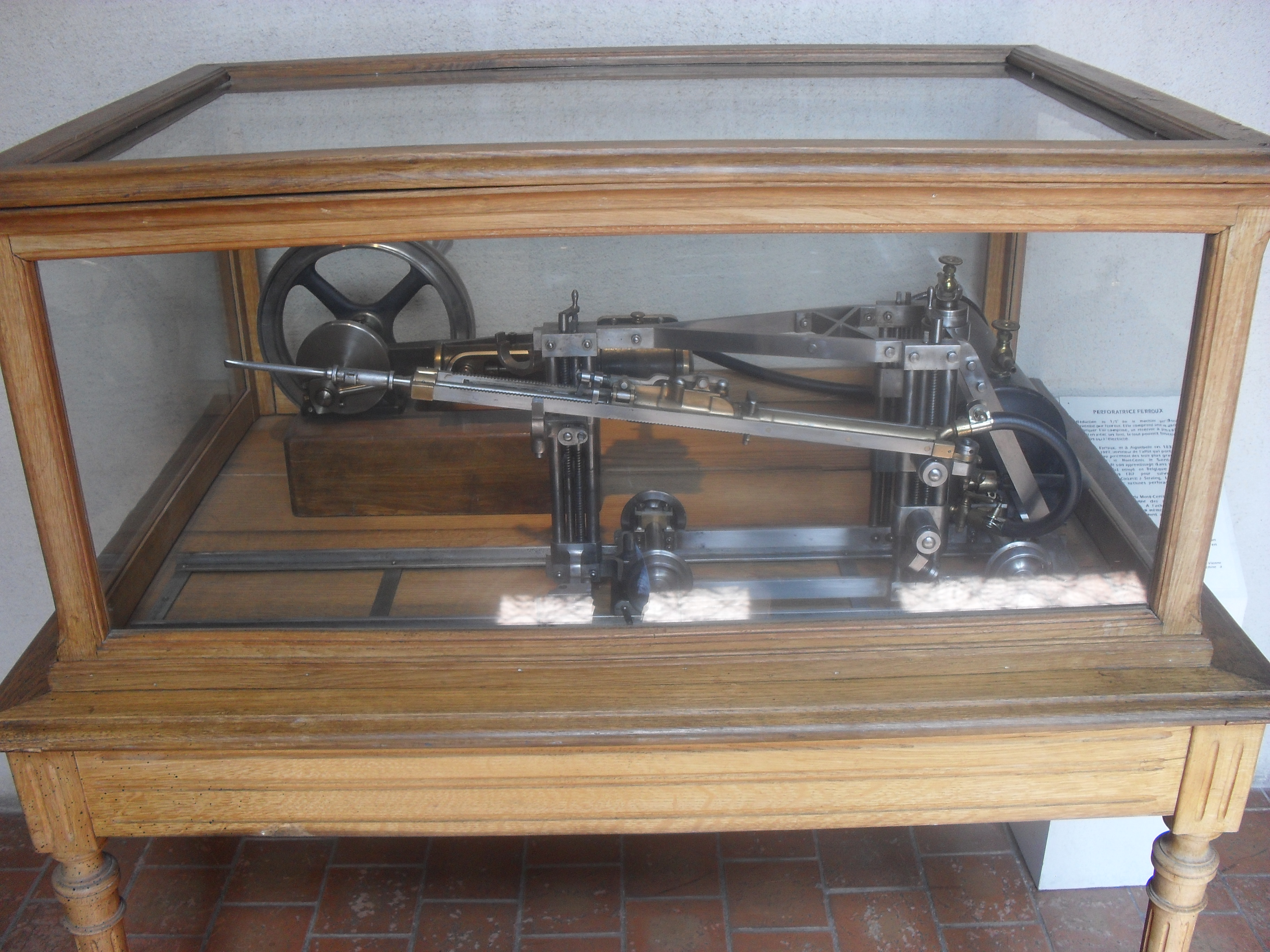
Maquette à l’échelle 1/5° de la perforatrice inventée par Camille Ferroux

L’industrie conserve deux siècles plus tard les notions de taille et de précision dans l’exécution d’un modèle réduit ou modèle de petite dimension.
Dictionnaire de l’Industrie et des Arts Industriels, 1886.

Modèle : reproduction fidèle mais de petite dimension d’une machine, d’un édifice, d’un objet qui doit être exécuté en grand et dont on veut conserver le type pour servir d’étude ou à titre de curiosité.

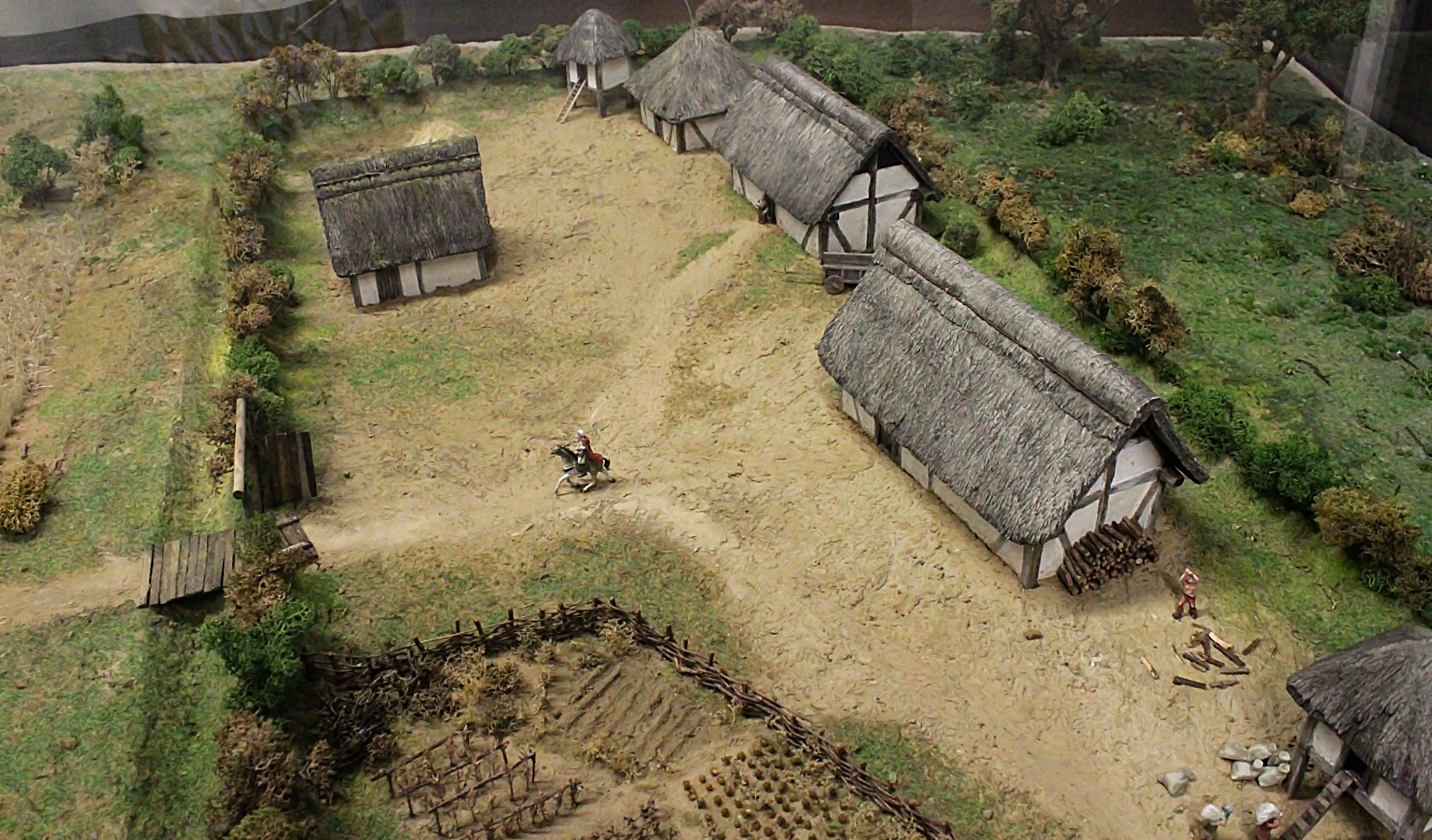
Maquette de la ferme de Verberie

Dès lors, on peut différencier le modèle réduit de la maquette. Si le modèle réduit ne laisse pas de place à l’interprétation du fait de sa fidélité par rapport au modèle grandeur qu’il reproduit en petit, y compris dans son fonctionnement ou sa construction, la maquette quant à elle est libre d’interprétation artistique : la maquette d’une ferme du Quercy sera la représentation d’un bâtiment et de ses alentours alors que le modèle réduit de la façade d’un bâtiment sera la reproduction la plus précise possible des éléments qui la constitue.
Dans les musées et conservatoires, modèles réduits et maquettes se côtoient voir se mêlent  de sorte à témoigner ici de ce qu’était un atelier de métallurgie équipés de machines et là de la complexité d’une locomotive à vapeur.

### Le modèle réduit auXXesiècle

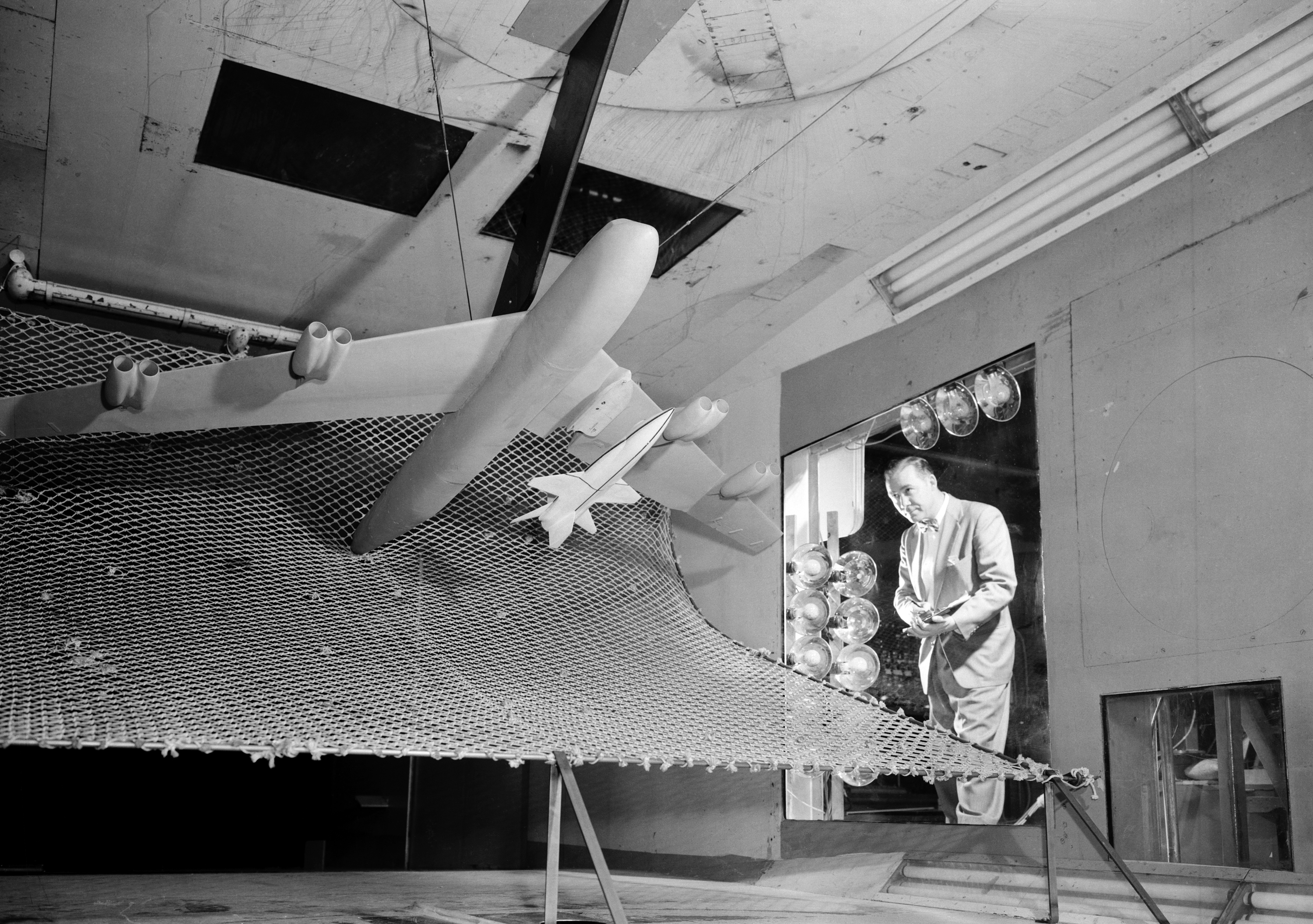
Modèle au 1/20 d'un X-15 suspendu à l'aile d'un B-52 observé par un scientifique

Au début du XXe siècle, les ingénieurs cherchent à mettre en situation réelle des représentations à petite échelle de trains, d’avions, de sorte à étudier les phénomènes physiques qu’ils subissent avant de reporter les observations sur le modèle pleine grandeur. Le modèle réduit devient le modèle figuratif d’une formule mathématique : il sera par exemple utilisé pour  nommer les modèles en réduction servant à étudier le vol des avions.

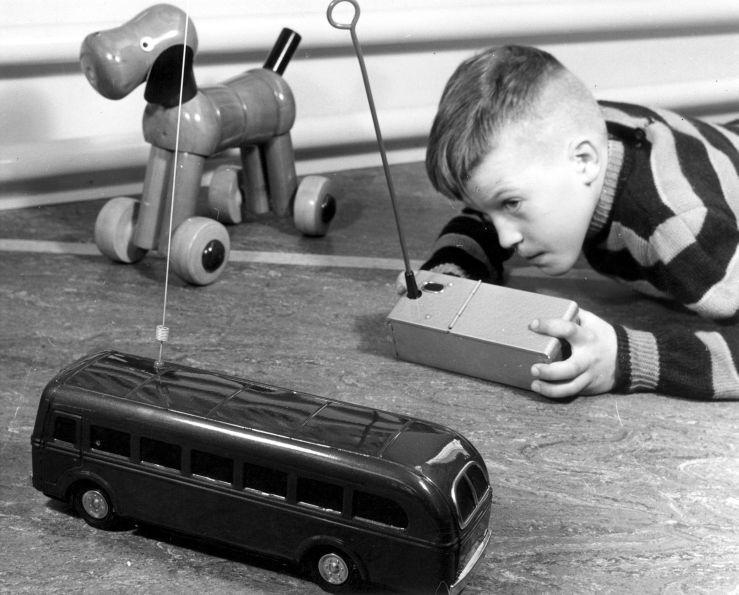
Un bus radiocommandé

À la même époque, l’objet devient ludique, sa construction permet de mettre en œuvre des connaissances techniques pour qu’il puisse évoluer dans son environnement : les petits voiliers qui naviguent sur les bassins doivent emporter du lest quand une simple maquette en est dépourvue, le cap étant donné par un mécanisme permettant de positionner automatiquement  le safran et les voiles (commande de Braine). 
Animés par des moteurs à élastique pour les avions, des mécanismes d’horlogerie ou des moteurs à vapeur miniatures pour les trains, tous ont en point communs d’être construits pour fonctionner au plus proche du modèle grandeur dont ils s’inspirent sans obligation de respecter une échelle précise.
Les modélistes auront à cœur de distinguer deux types de réalisations : « les maquettes » qui ont un niveau de détail le plus élevé possible proportionnellement à l’échelle mais destinés à être exposés et les modèles réduits qui sont plus simplifiés dans leur représentation voire totalement épurés mais pouvant voler dans le cas d’aéroplanes par exemple.

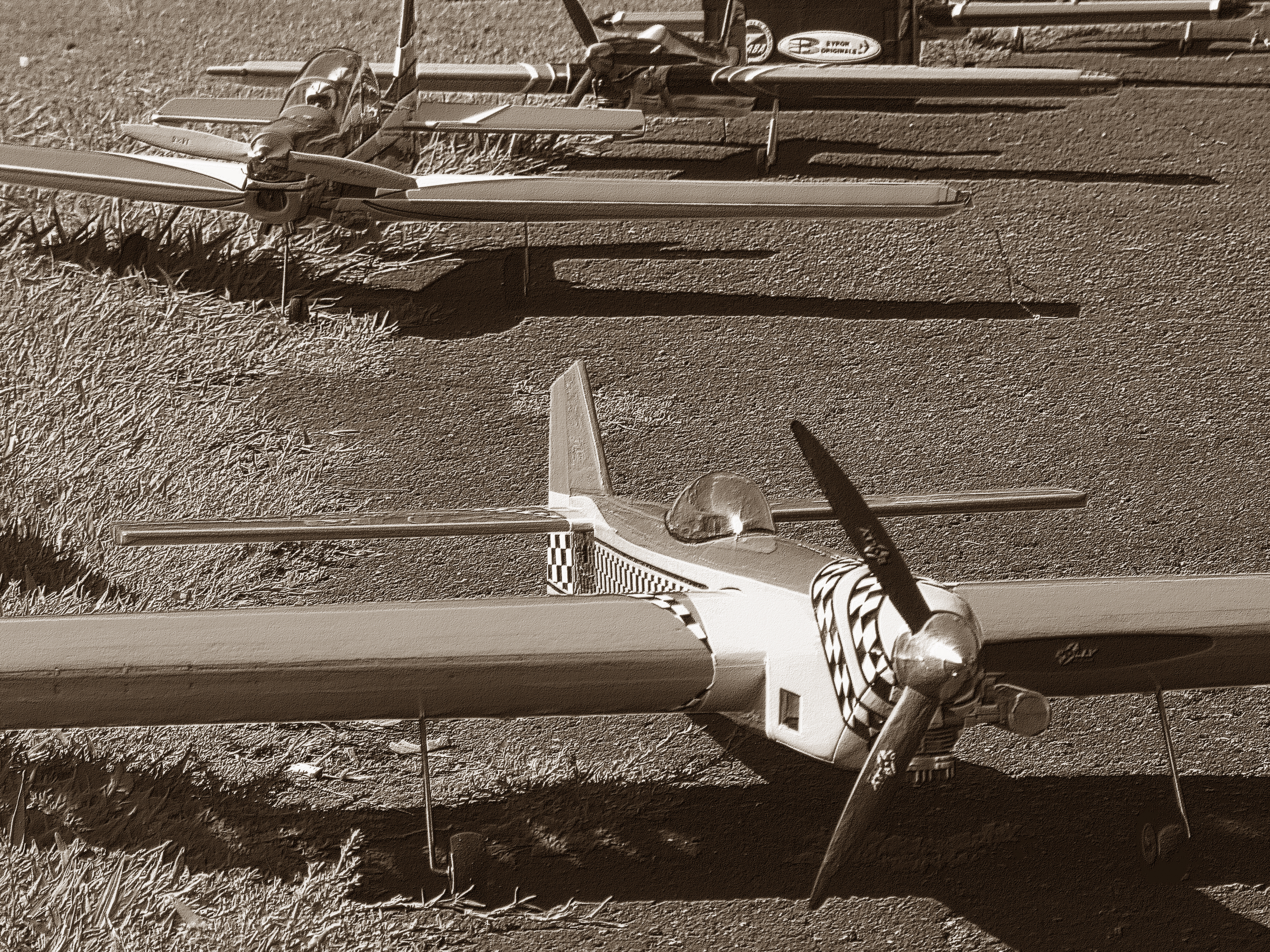
Avion radiocommandé

Libres de toute référence à un modèle existant, certains modèles réduits sont construits dans le but de concourir à des compétitions : les planeurs de vol libre sont spécifiquement conçus pour voler le plus longtemps possible après avoir été lancés à la main ou avec une catapulte, le vainqueur étant celui qui aura fabriqué l’engin qui sera resté en l’air le plus longtemps. Il est même précisé pour certains concours que le modèle réduit se distingue par le fait qu’il ne peut embarquer d’être humain.
Les voitures circulaires par exemple ne sont pas toutes des reproductions d’automobiles existantes : équipées de 3 ou 4 roues en fonction de la catégorie, elles sont dessinées pour la vitesse pure.
Intimement liés aux évolutions technologiques, des modèles réduits furent bientôt pilotés par le biais de dispositifs faisant appel aux ondes radio pour transmettre à distance des ordres ce qui fit entrer la pratique du modélisme dans une nouvelle ère : on inventera pour l’occasion le mot « radiocommandé » pour décrire le fait de piloter un modèle réduit à l’aide d’une radiocommande.
L’utilisation de ces dispositifs de radiocommunication pour piloter des modèles réduits poussa le législateur à encadrer la pratique du modélisme.
Que ce soient des planeurs, des avions, des dirigeables, des locomotives, des camions, des engins de chantier, des voitures, des motos, des paquebots, des voiliers, des barques, des parapentes, des fusées et bien d’autres encore, tous les modèles réduits ont en point commun d’être fonctionnels.

## Le modèle réduit dans la presse spécialisée en France

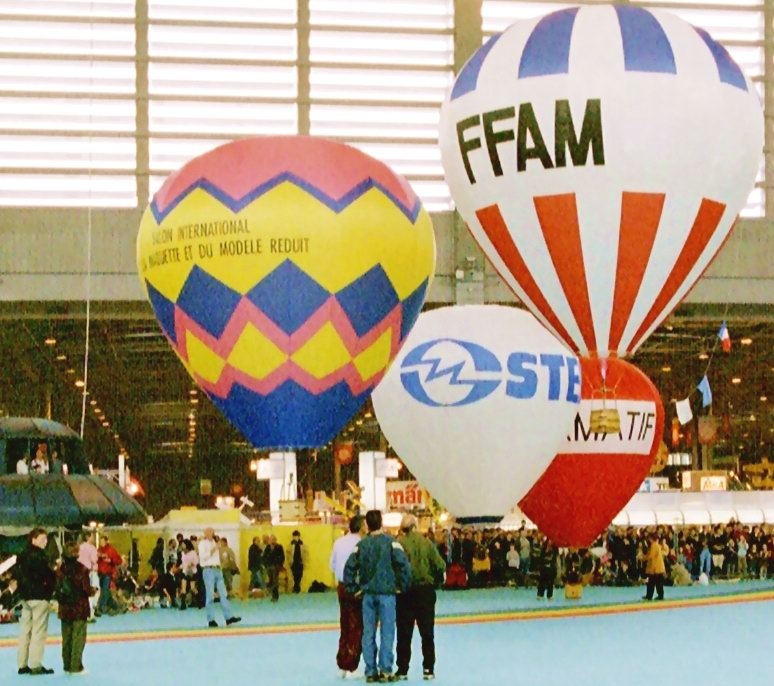
Montgolfières

En octobre 1936, la pratique est suffisamment importante pour que paraisse le premier numéro consacré à l’aéromodélisme : Le Modèle Réduit d’Avion (M.R.A.)[réf. souhaitée].
Plus que les articles propre au thème abordé dans ce mensuel, les publicités témoignent de l’usage généralisé du terme : ici un encart pour le moteur Brown à essence d’1/2 cheval destiné aux avions et aux bateaux, là un autre pour le matériel et les matériaux proposés par STAB ou La Source des Inventions (deux spécialistes bien connus des pratiquants).
Spécialisés ou multi-domaines, d’autres périodiques apparaissent :

- Loco Revue (1937) ;
- Le Modèle Réduit de Bateau (M.R.B.)(1941 ?) ;
- Modèle Magazine (1949) ;
- Rail Miniature Flash (1962) ;
- Radio Modélisme (1966) ;
- Adepte (1974) ;
- RCM (1981) ;
- Auto RCM (1981) ;
- Auto Modélisme (1984) ;
- Buggy Magazine (1987) ;
- Fly International (1995) ;
- Hélico RC (2009).